# 愛河事件
爱河事件（英語：Love Canal Tragedy）是1970年代发生在美国纽约州尼亚加拉瀑布城的一起化学污染泄漏事件。此事件造成的直接经济损失达到2亿5千万美元，还在美国国内和国际社会造成了重大的影响。

## 背景
早在1836年，政府就计划在伊利湖及安大略湖之间建造一条运河以沟通两大水系，工程师的调查报告表明，刘易斯顿（Lewiston）是最合适的候选地区，此地不仅有利于船舶航行，其100多米的落差还可制造人工瀑布，提供水力资源。然而这一想法不过是纸上谈兵而已，直到1892年威廉·T·乐福（William T. Love）先生带着一个远大的梦想来到了尼亚加拉瀑布城。在他的蓝图里，这条运河可以为一座60万人口的现代化城镇提供动力，来往的船只还可使此地成为交通要道。之后乐福先生开始招兵买马，同政府沟通获取相应的许可。1894年5月这条运河开始正式动工，并且以被冠以乐福先生的姓氏（Love，意为爱），在修筑运河的同时也有许多工厂开设于运河两岸。然而，不久之后美国陷入经济危机，投资者撤回资金，这条尚且在挖掘之中的运河也就随之不了了之。留下一个大约1.6公里长，15米宽，3到12米深的凹槽。

## 酝酿
不过这废弃的运河也并非毫无用处，1920-1942年间，尼亚加拉市政府开始向这个河槽中倾倒垃圾。虎克电化学公司（Hooker Electrochemical Company）看中了这块地方，于1942年买下。运河的底部是防水的衬底，因而可以用来堆放化工生产的废弃物。根据后来的估计，在1943至1953年間，虎克公司大约將2万吨的化學物質廢料封存入鐵桶中，放入爱河，之后又用粘土封住了运河的顶部。1953年4月28日，虎克公司以1美元的价格将这块大约6.5万平方米地方出售予尼亚加拉瀑布市的教育委员会，同时在合同中，虎克公司特别申明这块土地存放过工业废料，对未来产生的损失免责。。1954年，教育委员会开始在此地建造第99街小学（99th Street School），然而建筑人员在施工过程发现了此地所埋藏的化学药罐，于是建议教育委员会停止这一建设。教委会的回应是将学校改建在北面85英尺远的地方。1955年学校竣工，大约有400名学生入讀。后来市政府又决定将此地改造为低收入家庭和单身家庭的住宅区，这样一来就要大举铺设地下管道破坏表面土壤。1957年市政府修建下水道，开放商新建房屋。1968年时又建设了一条穿越爱河地区的高速公路（LaSalle Expressway）。高速公路阻斷了地下水以及雨水流向尼加拉河的通路，這些改變造成污染物在地下水及雨水於遭破壞的表土上聚集並四處流竄的現象，稱為「澡盆效應」。

## 爆发
其实1950年代时就有居民发现该地区时常有奇怪的气味，只不过人们大多归咎于附近的化工厂，没有过多地考虑底下所埋藏的废料。1976年时，两名来自当地报社尼亚加拉公报（Niagara Gazette）的记者开始调查爱河地区，他们从附近居民那里找来了几个抽水泵（sump-pumps）进行分析，发现了其中的化学物质。截至1978年，废弃爱河的上方已经居住了97户家庭364位居民，此外还有400多名学生在99街小学内念书。这之后纽约州环保部门开始介入调查，4月13日，两名环保部的专家在当地官员的陪同下开始调查这一地区，他们的调查显示，爱河地区确实存在危害人类健康和生活质量的化学物质。他们在报告中指出，爱河地区大约存在着82种化学复合物，其中有若干种可能会导致人类或动物产生癌症。联邦环保部门也在后来介入到调查之中，当地居民知道了自己所处的恶劣环境后感到非常不满。8月2日，当地一位年轻的母亲洛伊丝·吉布斯（Lois Gibbs）组织起了爱河业主联合会，积极向各部门要求将居民迁移到其他地区。这一事件还惊动了美国总统吉米·卡特，他批准对这爱河地区实施紧急经济援助。至8月29日，已有98户家庭撤离污染区，46户准备撤离，另有91户尚未动身。在吉布斯等人的努力下，卡特总统又在1980年签署了转移附近地区900户居民的命令。

## 結果
爱河事件在美国国内造成了重大影响，纽约时报等知名媒体均对其做了报道。虎克化学的母公司西方石油公司为清除污染物、撤离居民等事项支付了1.8亿多美元。1980年，在爱河事件的促进作用下，联邦政府通过了超級基金法案（Superfund act），该法案強迫污染者付費清除被拋棄廢棄物的垃圾場和他們製造的新廢棄物。2004年3月18日，在总计投入了4亿多美元和24年的时间之后，爱河地区的污染物清除工作总算宣告完成。如今又有260户家庭和一些轻工业业主迁入到了这一地区。

## 參閱
- 工程倫理